# 사랑이 이긴다
"사랑이 이긴다"는 2015년에 개봉한 대한민국의 영화이다.

## 캐스팅
- 장현성 : 상현 역
- 최정원 : 은아 역
- 오유진 : 수아 역
- 최민철 : 박동식 역
- 황정민 : 김미혜 역
- 정다빈 : 박소원 역
- 강신철 : 담임 역
- 홍주용 : 최 경사 역
- 김혜화 : 여경 1 역
- 박시영 : 여경 2 역
- 손성진 : 의경 1 역
- 오빛찬 : 여경 2 역
- 최유화 : 정혜 역
- 이상원 : 동현 역
- 조하석 : 동식동료 1 역
- 박준혁 : 동식동료 2 역
- 김종수 : 병원장 역
- 김윤영 : 간호사 1 역
- 서라헬 : 간호사 2 역
- 박정환 : 응급실의사 역
- 박희래 : 여환자  역
- 이지혜 : 수술실간호사 1 역
- 박수진 : 수술실간호사 2 역
- 차승연 : 사감 역
- 최희서 : 수학교사 역
- 이용재 : 교장선생님 역
- 최광덕 : 교감선생님 역
- 이윤건 : 학생주임 역
- 구재은 : 자습교사 역
- 이지은 : 도서관여학생 역
- 정상희 : 판사 역
- 이윤재 : 서기관 역
- 김남표 : 마스크남 1 역
- 오병관 : 마스크남 2 역
- 이수연 : 캐셔 역
- 김소희 : 마트여학생 1 역
- 한지영 : 마트여학생 2 역
- 최성우 : 마트남 1 역
- 안지현 : 사탕여학생 1 역
- 최민서 : 사탕여학생 2 역
- 최성우 : 경륜남 1 역
- 이유주 : 경륜녀 1 역
- 정지영 : 경륜녀 2 역